# Jenő Fuchs
Jenő Fuchs (n. 29 octombrie 1882, Budapesta, Austro-Ungaria – d. 14 martie 1955, Budapesta, Republica Populară Ungară) a fost un scrimer ungur specializat pe sabie, laureat cu patru medalii de aur din două participări la Jocurilor Olimpice: Londra 1908 și Stockholm 1912.
Victoria de la Londra a marcat începutul dominației maghiare la această armă: titlul olimpic la sabie a fost cucerit de un scrimer ungur la fiecare ediție olimpică din 1908 până în 1964, cu excepția anului 1920, Ungaria nefiind invitată să participe.